# Joelle Carter
Joelle Marie Carter (Thomasville, 1972. október 10. –) amerikai színésznő.
Ismertebb alakításai voltak A törvény embere és a Chicago Justice című sorozatokban.

## Élete és pályafutása
Georgia államban született és nőtt fel, édesapja az amerikai hadseregnél szolgált.
19 évesen New Yorkba költözött és modellkedni kezdett, miután édesanyja és egy fényképész elküldte fotóit több modellügynökségnek. Később a színészet felé fordult, egy ideig a William Esper Studio növendékeként tanulta a szakmát. Los Angelesbe költözése után kezdett szerepléseket vállalni. Feltűnt olyan filmekben, mint a Pop, csajok, satöbbi (2000) és az Amerikai pite 2. (2001), de egyebek mellett a Harmadik műszak, a CSI: Miami helyszínelők és a Monk – A flúgos nyomozó  című sorozatok epizódjaiban is játszott.
2010-ben kapta meg Ava Crowder szerepét az FX A törvény embere című bűnügyi western-drámasorozatában, mely 2015-ben fejeződött be. 2017-ben az NBC Chicago Justice című jogi drámasorozatának főszereplője lett. 2020-ban a Home Before Dark című misztikus drámasorozat főszerepét osztották rá.

## Magánélete
Korábban Andy Bates filmproducer felesége volt, akivel 2006-ban közös filmprodukciós céget alapítottak Blarma Productions néven. 2010-ben örökbe fogadtak egy újszülött kislányt. Házasságuk 2016-ban válással ért véget.

## Filmográfia

### Film
| Év   | Magyar cím                   | Eredeti cím           | Szerep         | Magyar hang   |
| ---- | ---------------------------- | --------------------- | -------------- | ------------- |
| 1998 | A suttogó                    | The Horse Whisperer   | irodista       |               |
| 1999 |                              | Suits                 | Heidi Wilson   |               |
| 1999 | Még egyszer, utoljára        | Just One Time         | Amy            | Létay Dóra    |
| 2000 | Szerelem a négyzeten         | It Had to Be You      | Claire Parker  | Csondor Kata  |
| 2000 |                              | Swimming              | Josee          |               |
| 2000 | Pop, csajok, satöbbi         | High Fidelity         | Penny Hardwick | Létay Dóra    |
| 2000 |                              | Lisa Picard Is Famous | Brenda         |               |
| 2001 | Amerikai pite 2.             | American Pie 2        | Natalie        | Roatis Andrea |
| 2002 |                              | Crazy Little Thing    | Kate           |               |
| 2003 |                              | Justice               | Monique        |               |
| 2004 | A szerető                    | When Will I Be Loved  | Sam            |               |
| 2006 |                              | Room 314              | Stacey         |               |
| 2008 |                              | Remarkable Power      | riporter       |               |
| 2009 |                              | Cold Storage          | Cathy          |               |
| 2010 |                              | To Be Friends         | Her            |               |
| 2012 |                              | Lost Angeles          | Jamie Furkes   |               |
| 2013 |                              | It's Not You, It's Me | Carrie         |               |
| 2013 |                              | Red Wing              | Vera Sexton    |               |
| 2013 |                              | A Perfect Man         | Lynn           |               |
| 2014 |                              | The Living            | Angela         |               |
| 2014 | Jessabelle                   | Jessabelle            | Kate Laurent   | Csere Ágnes   |
| 2015 |                              | The Week              | Lenny Wright   |               |
| 2020 |                              | She's in Portland     | Rebecca        |               |
| 2020 |                              | The Big Ugly          | bártulajdonos  |               |
| 2023 | Ricky Hill: Baseball az élet | The Hill              | Hellen Hill    |               |

Rövidfilm
- 1998: Just One Time – Amy
- 2005: Nick and Stacey – Stacey
- 2008: A Girl and a Gun – lány
- 2008: Jumping In – Laura
- 2010: Eyes to See – Grace
- 2014: Buddy – Stella
- 2015: Certifiable – Beverly

### Televízió
| Év        | Magyar cím                         | Eredeti cím                 | Szerep                                  | Megjegyzések           |
| --------- | ---------------------------------- | --------------------------- | --------------------------------------- | ---------------------- |
| 1996      | Esküdt ellenségek                  | Law & Order                 | Donna Richland                          | 1 epizód               |
| 2000      | Karantén                           | Quarantine                  | Luce Kempers                            | tévéfilm               |
| 2000      |                                    | Wonderland                  | Heather Miles                           | főszereplő (6 epizód)  |
| 2001      |                                    | Final Jeopardy              | Sandra Bonventre                        | tévéfilm               |
| 2002      | A meló                             | The Job                     | Sharon                                  | 1 epizód               |
| 2002–2003 | Harmadik műszak                    | Third Watch                 | Tori                                    | 3 epizód               |
| 2004      |                                    | The Jury                    | Cassandra Nichols                       | 1 epizód               |
| 2004      |                                    | Tempting Adam               | Lauren                                  | tévéfilm               |
| 2005      |                                    | Inconceivable               | Patrice Locicero                        | 1 epizód               |
| 2006      | Igazság                            | Justice                     | Amber Wilson                            | 1 epizód               |
| 2006      | CSI: Miami helyszínelők            | CSI: Miami                  | Abby Biggs                              | 1 epizód               |
| 2007      | Döglött akták                      | Cold Case                   | Kylie Cramer (1989)                     | 1 epizód               |
| 2009      | Monk – A flúgos nyomozó            | Monk                        | Barbara O'Keefe                         | 1 epizód               |
| 2009      | Doktor Donor (Három folyam)        | Three Rivers                | Barbara Harris                          | 1 epizód               |
| 2010–2015 | A törvény embere                   | Justified                   | Ava Crowder                             | főszereplő (73 epizód) |
| 2011      |                                    | Choke.Kick.Girl: The Series | Jessica Steinman                        | 3 epizód               |
| 2011      | A hidegsebész                      | Body of Proof               | Andrea Davidson                         | 1 epizód               |
| 2011      | New York-i nyomozók                | Prime Suspect               | Louise Giordano                         | 1 epizód               |
| 2011      | A Grace klinika                    | Grey's Anatomy              | Mary Rolich                             | 1 epizód               |
| 2013      | Castle                             | Castle                      | Maggie Ingram                           | 1 epizód               |
| 2014      |                                    | My Daughter Must Live       | Ragen O'Malley                          | tévéfilm               |
| 2014      | Constantine                        | Constantine                 | Jasmine Fell                            | 1 epizód               |
| 2016      | Botrány                            | Scandal                     | Vanessa Moss                            | 4 epizód               |
| 2016      | Bűnös Chicago                      | Chicago P.D.                | Laura Nagel                             | 1 epizód               |
| 2017      |                                    | Chicago Justice             | Laura Nagel                             | főszereplő             |
| 2018      | Az újonc                           | The Rookie                  | Megan Mitchell Hawke                    | 1 epizód               |
| 2018–2020 | Aljas John                         | Dirty John                  | Denise Meehan-Shepherd / Yvonne Newsome | minisorozat (5 epizód) |
| 2020      | Chicago Med                        | Chicago Med                 | Lynn                                    | 1 epizód               |
| 2020–2021 |                                    | Home Before Dark            | Kim Collins igazgató                    | főszereplő (20 epizód) |
| 2023      | FBI – New York különleges ügynökei | FBI                         | Gwen Carter különleges ügynök           | 1 epizód               |

## Fordítás
- Ez a szócikk részben vagy egészben  a   Joelle Carter című angol Wikipédia-szócikk ezen változatának fordításán alapul.  Az eredeti cikk szerkesztőit annak laptörténete sorolja fel. Ez a jelzés csupán a megfogalmazás eredetét és a szerzői jogokat jelzi, nem szolgál a cikkben szereplő információk forrásmegjelöléseként.